# Град на греха
Вижте пояснителната страница за други значения на Град на греха.
 Тази статия е за комиксовата поредица.  За филма вижте Град на греха (филм).  За други значения вижте Град на греха (пояснение).
„Град на греха“ (на английски: Sin City) е името на комиксова поредица, създадена от писателя и художник Франк Милър. Цялото действие в романите се развива в измисления град Бесин Сити, с често преповтарящи се герои и преплитащи се истории.
През 2005 г. излиза едноименен филм, базиран на три от историите, съвместно режисиран от Робърт Родригес и Франк Милър със специален гост режисьор Куентин Тарантино.

## Описание
Историите от комиксите се случват в град на име Бесин Сити, който Милър нарича Син Сити („град на греха“ от английски), изтривайки част от името му като игра на думи. Първата от следните се нарича „Тежкото сбогуване“ и представя премеждията на Марв, силен и груб мъж, решен да намери човека убил единствената жена, която е била добра с него – Голди. В един момент тази история се е
наричала просто „Син Сити“ и е била замислена като единствена творба, но по-нататък Милър решава да използва последното име за поредица включваща и други измислени истории.
Историите са разказани от името на главния персонаж, който бива различен във всяка една.
Няма нито един главен герой, който да присъства във всяка една случка, единствено градът е константен.
Картинките в комиксите са нарисувани в черни и бели тонове, представени с отлична игра на форми, сенки и контраст. Цялостният вид създава чувството за чернобял, криминален филм.
Милър понякога добавя цвят в някои от изданията си, за да подчертае образа на даден персонаж и да привлече вниманието на читателя към него.
Повечето фабули в историите се въртят около „девойката в беда“, където главният мъжки персонаж трябва да се изправи пред рискована мисия в името на своята любима. Това също предава стилистичен оттенък на класически, криминален филм.

## Главни Герои
- Ава
- Дуайт
- Гейл
- Хартигън
- Кевин
- Манют
- Марв
- Михо
- Нанси
- Роарк
- Уенди
- Уолис
- Голди
- Джуниър
- Шели

## Заглавия от сагата (по ред на издаване)
- Тежкото сбогуване (The hard goodbye), 1991. В 13 части.
- Жена, за която да убиеш (A dame to kill for), 1994.
- Мацето в червено (The babe wore red), 1994.
- Тиха нощ (Silent night), 1994.
- Голямото тлъсто убийство (The big fat kill), 1994.
- Това жълто копеле (That yellow bastard), 1996.
- Момиченцето на тати (Daddy's little girl), 1996.
- Изгубен, самотен и смъртоносен (Lost, lonely and lethal), 1996.
- Секс и насилие (Sex and violence), 1997.
- Поредната съботна вечер (Just Another Saturday Night), (1997).
- Семейни ценности (Family values), (1997). Графичен роман.
- Пиячка, жени и куршуми (Booze, broads and bullets), 1998. Сборник от единичните епизоди:
  - Мацето в червено
  - Тиха нощ
  - Изгубен, самотен и смъртоносен
  - Момиченцето на тати
  - Секс и насилие
  - Поредната съботна вечер
- До ада и обратно (Hell and back), 1996.
- Артът на Син Сити (специално издание от скици, подбрани картинки, галерия и коментари от направата на романите)

## В България
- В България комиксите за Син Сити се публикуват от студио „Арт Лайн“ под формата на графични романи. Издадени са четири от тях: „Тежкото сбогуване“, „Жена, за която да убиеш“, „Голямото тлъсто убийство“ и „Това жълто копеле“.